# Andrea Petković
Andrea Petković (serbisch-kyrillisch Андреа Петковић; * 9. September 1987 in Tuzla, SR Bosnien und Herzegowina, SFR Jugoslawien) ist eine deutsche ehemalige Tennisspielerin und heutige Fernsehmoderatorin und Schriftstellerin.
In ihrer Karriere gewann sie sieben WTA-Turniere im Einzel: 2009 und 2014 in Bad Gastein, 2011 in Straßburg, 2014 in Charleston sowie das Tournament of Champions 2014 und 2015 in Antwerpen. Ihren siebten Titel gewann sie 2021 in Cluj-Napoca. 2021 gewann sie außerdem in Chicago ihren einzigen Doppel-Titel auf WTA-Niveau. Des Weiteren sicherte sie sich neun Einzel- und drei Doppeltitel bei ITF-Turnieren. 2007 und 2009 wurde sie Deutsche Meisterin.

## Karriere

### Kindheit und Jugend
Andrea Petković, Tochter bosnisch-serbischer Eltern, erhielt 2001 die deutsche Staatsangehörigkeit. Sie spricht neben Deutsch und Serbisch noch Englisch und Französisch.

Als sie sechs Monate  alt war, wanderte ihre Familie nach Deutschland aus. Im Alter von sechs Jahren begann sie mit dem Tennissport. Die Initiative ging von ihrem Vater Zoran Petković aus, einem ehemaligen jugoslawischen Tennisprofi und Davis-Cup-Spieler. Er war Trainer in einem Tennisclub in Darmstadt und spielte lange Zeit eine wichtige Rolle in ihrem Team. Wegen ihrer guten Schulnoten riet er ihr zunächst von einer Profikarriere ab und setzte ihr eine Frist, innerhalb derer sie die Top 50 der Welt erreichen sollte.
Im Mai 2004 gewann sie in Antalya ihr erstes ITF-Turnier. Es folgten Siege in Podgorica (2004), Davos und Alphen aan den Rijn (jeweils 2005), ein weiterer Titelgewinn gelang ihr im September 2006 in Sofia.

### Kreuzbandriss, Comeback und Sieg in Bad Gastein (2007–2009)

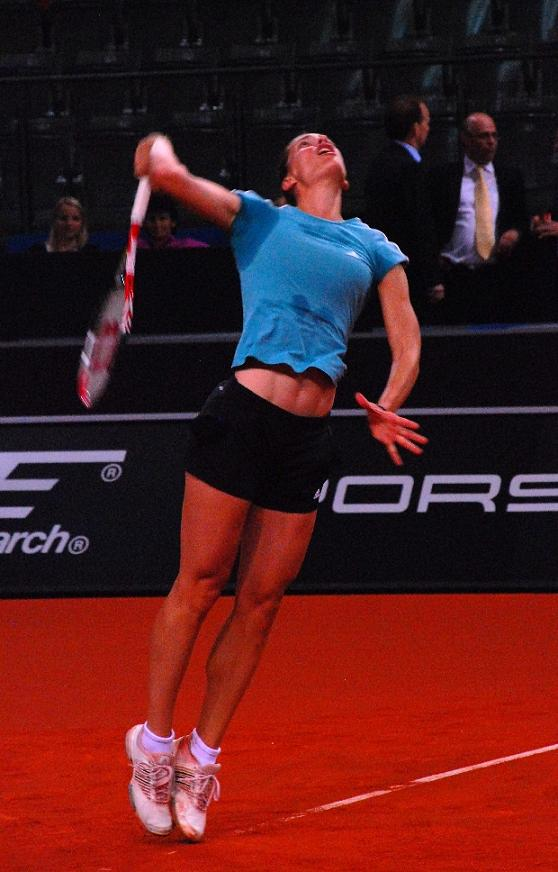
Petković beim Aufschlag (2010)

Im April 2007 wurde Petković von der deutschen Teamchefin Barbara Rittner erstmals für den Fed Cup in Fürth gegen Kroatien nominiert. Dort kam sie im Doppel an der Seite von Tatjana Malek zum Einsatz; ihr Sieg gegen die Paarung Jelena Kostanić Tošić und Sanja Ančić (6:3, 6:7, 6:3) verhalf Deutschland zu einem 4:1-Sieg.

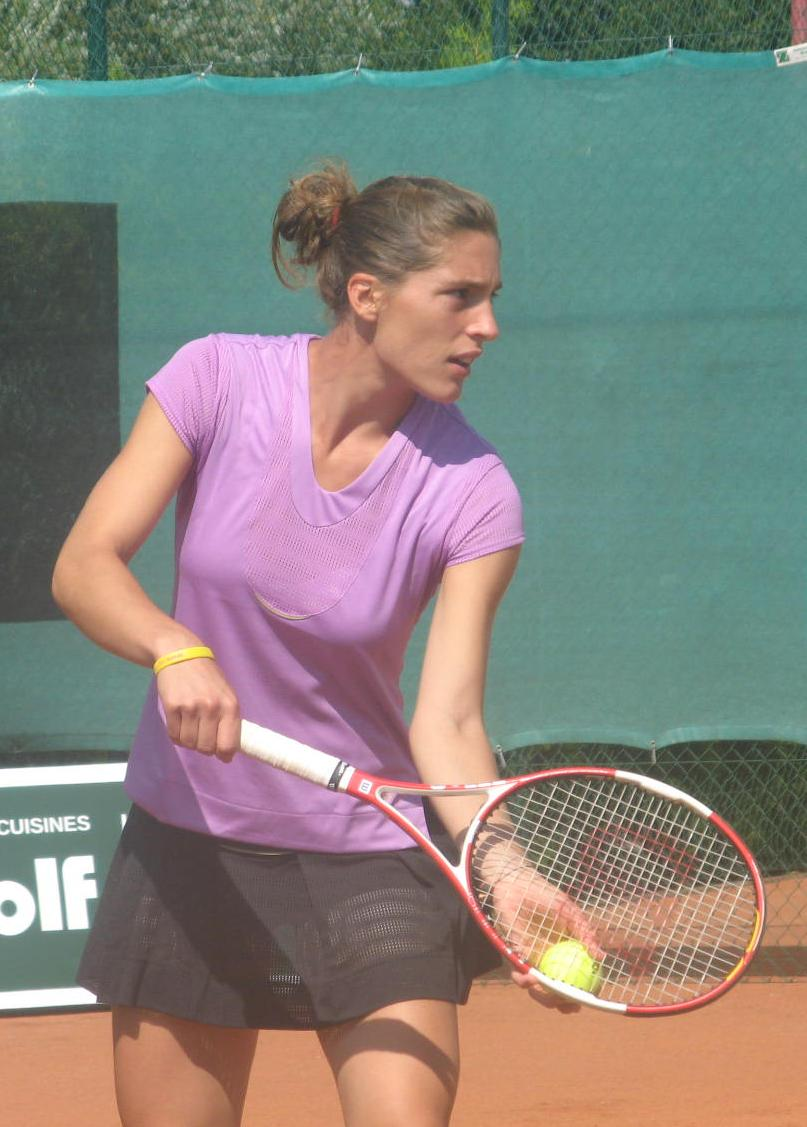
Petković beim ITF-Turnier in Pétange, Luxemburg im Juli 2007

Bei den French Open nahm sie zum ersten Mal an einem Grand-Slam-Turnier teil und schaffte dort ohne Satzverlust die Qualifikation für das Hauptfeld. Durch einen 4:6-, 6:3-, 6:3-Sieg über Jarmila Groth erreichte sie die zweite Runde, in der sie Marion Bartoli mit 6:0, 2:6, 3:6 unterlag. Im Juli gewann Petković in Contrexéville (50.000 $) ihr sechstes ITF-Turnier. Damit stand sie am 30. Juli 2007 erstmals in den Top 100 der WTA-Weltrangliste; bei den US Open war sie also erstmals für das Hauptfeld eines Grand-Slam-Turniers qualifiziert. Auch dort erreichte sie nach einem Sieg (6:4, 6:1) über die US-Amerikanerin Audra Cohen die zweite Runde, in der sie Lucie Šafářová mit 3:6 und 3:6 unterlag.
Im Dezember 2007 wurde sie erstmals Deutsche Meisterin bei den Aktiven; im Finale in Biberach bezwang sie Julia Görges mit 7:5, 6:7, 6:4.
Am 15. Januar 2008 erlitt sie in der Erstrundenpartie der Australian Open gegen Anna Tschakwetadse nach zwei Minuten Spielzeit einen Kreuzbandriss. Sie musste daraufhin fast acht Monate pausieren. Am 1. September 2008 in Maribor bestritt sie ihr erstes Turnier nach der Verletzung, bis Jahresende konnte sie sich unter anderem durch einen Turniersieg beim ITF-Turnier in Istanbul wieder bis auf Platz 315 der Weltrangliste verbessern.
Anfang des Jahres 2009 konnte Petković dank einem Protected Ranking an den Australian Open teilnehmen. Mit einem Sieg über Kathrin Wörle erreichte sie die zweite Runde, dort unterlag sie Alizé Cornet. Erfolgreicher war sie auf ITF-Turnieren: Am 10. Mai 2009 gewann sie beispielsweise den Titel bei dem mit 100.000 $ dotierten Turnier in Bukarest. Im Halbfinale besiegte sie Jelena Dokić und bis Juni gelangte sie wieder zurück in die Top 100.
Am 26. Juli gewann Petković in Bad Gastein ihren ersten Titel auf der WTA Tour. Auf dem Weg ins Finale, das sie gegen Ioana Raluca Olaru mit 6:2, 6:3 gewann, schlug sie unter anderem Iveta Benešová, Anna-Lena Grönefeld und Jaroslawa Schwedowa. Außerdem erreichte sie zusammen mit Tatjana Malek das Finale der Doppelkonkurrenz. In der Woche darauf stand sie im Halbfinale des WTA Turniers in Istanbul. Dort unterlag sie Lucie Hradecká mit 7:6, 5:7, 5:7.
Am 3. August 2009 war sie die Nr. 52 im WTA-Ranking. Beim WTA-Turnier von Tokio gelangte sie über die Qualifikation bis ins Achtelfinale, in dem sie Agnieszka Radwańska knapp in drei Sätzen unterlag. Im Laufe des Turniers bezwang sie u. a. Swetlana Kusnezowa – ihr erster Sieg über eine aktuelle Top-10-Spielerin. Im Dezember wurde sie in Offenburg zum zweiten Mal nach 2007 Deutsche Meisterin. Sie gewann das Turnier ohne Satzverlust und besiegte u. a. im Halbfinale wieder Julia Görges.

### Zweiter WTA-Turniertitel (2010–2011)
Bei ihrem ersten Turnier im neuen Jahr erreichte sie in Brisbane nach Siegen über Iveta Benešová (6:7, 6:2, 6:1), Vania King (4:6, 6:2, 6:1) und Daniela Hantuchová (6:4, 6:2) das Halbfinale, in dem sie sich der späteren Turniersiegerin Kim Clijsters mit 4:6, 2:6 geschlagen geben musste. Damit gehörte sie zum ersten Mal zu den Top 50 der Weltrangliste. Bei den Australian Open scheiterte sie in Runde zwei an Carla Suárez Navarro. Im Februar bestritt sie im Fed-Cup-Viertelfinale gegen Tschechien in Brünn erstmals als Nummer 1 des Teams beide Einzel und verlor beide Partien.
In der darauffolgenden Woche gelang ihr in Paris mit Siegen über Katarina Srebotnik und der an Nr. 5 gesetzten Aravane Rezaï der Einzug ins Viertelfinale, in dem sie Jelena Dementjewa 6:3, 4:6, 2:6 unterlag. Bei den French Open erreichte sie durch einen Sieg über Jelena Wesnina die zweite Runde, in der sie gegen Titelverteidigerin Swetlana Kusnezowa, nachdem sie beim Stand von 6:4, 5:4 drei Matchbälle vergeben hatte, mit 6:4, 5:7, 4:6 ausschied. Zwei Wochen später beim Rasenturnier in ’s-Hertogenbosch erreichte sie ihr zweites Finale auf der WTA Tour. Auf dem Weg dorthin schlug sie unter anderem Ana Ivanović. Im Finale musste sie sich Justine Henin mit 6:3, 3:6, 4:6 geschlagen geben. In Wimbledon unterlag sie in Runde eins Anna Tschakwetadse.
Nachdem ihre Vorbereitung auf die US Open wenig erfolgreich verlaufen war, spielte sie dort ihr bis dato bestes Grand-Slam-Turnier. Nach Siegen über die an Nr. 17 gesetzte Nadja Petrowa (6:2, 4:6, 7:6), Bethanie Mattek-Sands (3:6, 6:3, 7:5) und Peng Shuai (kampflos) stand sie im Achtelfinale, in dem sie der späteren Finalistin Wera Swonarjowa unterlag.
Das neue Jahr begann gut für Petković: In Australien kam sie beim Jahresauftaktturnier in Brisbane ins Finale, unterlag dort jedoch Petra Kvitová sehr deutlich. Bei den Australian Open ging sie als Nr. 30 an den Start und erreichte ihr bestes Abschneiden bei einem Grand-Slam-Turnier (unter anderem besiegte sie Marija Scharapowa) mit dem Einzug ins Viertelfinale, in dem sie Li Na 2:6, 4:6 unterlag. In den Hallen von Paris erreichte sie ebenfalls das Viertelfinale (Siege über Angelique Kerber und Kristína Kučová), in dem sie Bethanie Mattek-Sands in drei Sätzen unterlag. In Dubai scheiterte sie in Runde zwei in drei Sätzen an Kaia Kanepi. Beim großen WTA-Event in Indian Wells kam sie nicht über die dritte Runde hinaus (Zweisatzniederlage gegen Marion Bartoli). Beim Turnier in Miami schlug Petković als erste Deutsche seit Steffi Graf bei den French Open 1999 eine Weltranglistenerste. Im Achtelfinale besiegte sie Caroline Wozniacki mit 7:5, 3:6, 6:3 und im Viertelfinale bezwang sie auch die ehemalige Nummer 1, Jelena Janković, mit 2:6, 6:2 und 6:4, bevor sich im Halbfinale Scharapowa beim 6:3, 0:6 und 2:6 als die Stärkere erwies. Damit stieß Petković erstmals in ihrer Karriere unter die 20 Besten der Welt (Rang 19) vor.
Im Fed-Cup-Playoff gegen die USA gewann sie ihre beiden Einzel jeweils in zwei Sätzen (6:3, 6:4 gegen Christina McHale sowie 6:2, 6:3 gegen Melanie Oudin). Deutschland gewann mit 5:0 und stieg damit wieder in die erste Weltgruppe auf. Kurz darauf erreichte sie mit einem erneuten Dreisatzerfolg über Janković beim WTA-Turnier in Stuttgart das Viertelfinale, scheiterte dann aber trotz fulminantem Start an Caroline Wozniacki. Bei den Turnieren in Madrid und Rom schied sie jeweils in der zweiten Runde aus. In Straßburg holte sie eine Woche vor den French Open ihren zweiten Titel auf der WTA Tour. Sie profitierte dabei von der verletzungsbedingten Aufgabe ihrer Finalgegnerin Marion Bartoli.
Bei den French Open zog Petković zum zweiten Mal in Folge in das Viertelfinale eines Grand-Slam-Turniers ein. Dort unterlag sie Scharapowa klar mit 0:6 und 3:6. In Wimbledon stieß sie mit Siegen über Stéphanie Foretz Gacon (6:3, 6:4) und Stéphanie Dubois (6:3, 4:6, 6:3) in die dritte Runde vor, in der sie gegen die 20-jährige Xenija Perwak 4:6, 6:7 verlor. Beim WTA-Turnier in San Diego schied sie im Halbfinale gegen Agnieszka Radwańska mit 6:4, 0:6 und 4:6 aus (sie musste sich wegen einer leichten Lebensmittelvergiftung in Satz zwei übergeben). Mit ihren guten Ergebnissen stand sie erstmals – wenn auch zunächst nur für eine Woche – unter den Top Ten der WTA-Weltrangliste. Im Viertelfinale von Toronto verlor sie gegen Radwańska (4:6, 3:6) auch das vierte Match gegen die Polin.
In New York kam sie erstmals ins Viertelfinale der US Open, in dem die Weltranglistenerste Caroline Wozniacki sie jedoch im Tiebreak des zweiten Satzes mit 7:5 (Endergebnis 6:1, 7:6) niederrang. Beim anschließenden Turnier in Peking zog Petković nach teils engen Partien gegen Šafářová, Suárez Navarro, Bartoli und Pawljutschenkowa sowie einem 6:2, 6:0 über Monica Niculescu ins Finale ein. Die Chance, ihr drittes WTA-Turnier zu gewinnen, konnte sie aber nicht nutzen: Sie unterlag Radwańska auch beim fünften Aufeinandertreffen (5:7, 6:0, 4:6), nachdem sie zwischenzeitlich mit einem furiosen zweiten Satz den Gleichstand hergestellt, dann aber zwei Chancen auf ein Break zum 5:3 im dritten ausgelassen hatte.

### Zahlreiche Verletzungen, lange Pausen und zweites Comeback (2012–2013)
Nach dem WTA-Turnier in Sydney im Januar wurde bei Petković ein Ermüdungsbruch im Iliosakralgelenk im unteren Bereich des Rückens diagnostiziert, daher musste sie die Australian Open absagen.
Nach mehr als drei Monaten Verletzungspause trat sie in Stuttgart an. In der Achtelfinalbegegnung gegen die Weltranglistenerste Wiktoryja Asaranka gab sie beim Stande von 2:6, 4:4 verletzungsbedingt auf; sie war umgeknickt und hatte sich einen doppelten Bänderriss zugezogen, der operiert werden musste. Anfang Juni konnte Petković mit der Reha beginnen. Sie strebte eine Teilnahme bei den Olympischen Spielen in London an, musste diese am 18. Juli jedoch aufgrund der Verletzung absagen.
Am 20. August feierte Petković beim Hartplatzturnier in New Haven ihr erneutes Comeback, bei dem sie in der ersten Runde Tímea Babos mit 6:3, 5:7 und 7:5 schlug.
Bei ihrem Debüt beim Hopman Cup am 29. Dezember 2012 kam es zum nächsten Rückschlag. Beim Stande von 6:4 in der Partie gegen Ashleigh Barty musste sie wegen einer erneuten Knieverletzung aufgeben. Bei einer MRT-Untersuchung am nächsten Tag stellte sich heraus, dass der Innenmeniskus gerissen war. Die Australian Open und den Fed Cup im Februar musste sie daraufhin absagen.
Beim WTA-Turnier von Indian Wells gab Petković ihr Comeback. Sie verlor ihr Match in der Qualifikationsrunde gegen Mónica Puig mit 6:72 und 3:6. Zwei Wochen später stand sie dank einer Wildcard im Hauptfeld der Sony Open Tennis in Miami. Hier schied sie in der dritten Runde gegen Ajla Tomljanović aus. Da ihr Weltranglistenplatz nicht zur direkten Teilnahme an den French Open ausreichte, musste sie in die Qualifikation; sie unterlag dort in Runde zwei Zhou Yimiao aus China mit 7:61, 6:72 und 4:6. Nachdem sie auch im Doppel der French Open in Runde eins ausgeschieden war, spielte sie das 100.000-$-ITF-Turnier in Marseille, das sie mit einem Finalsieg (6:4, 6:2) über Anabel Medina Garrigues gewann. In der Woche darauf bestätigte sie beim WTA-Turnier in Nürnberg ihre gute Form. Im Finale musste sie sich Simona Halep, der Aufsteigerin des Jahres, mit 3:6 und 3:6 geschlagen geben.
Für Wimbledon erhielt Petković vom Veranstalter eine Wildcard. Nach einem Sieg über Pauline Parmentier scheiterte sie dort in der zweiten Runde mit 6:72, 6:2 und 6:8 an Sloane Stephens.
Am 17. September schied sie bei den Korea Open, an Nummer 7 gesetzt, in Runde eins gegen Francesca Schiavone aus. Eine Woche später bei den Toray Pan Pacific Open verlor sie nach einem Erstrundensieg über Jelena Wesnina erneut gegen die an 13 gesetzte Simona Halep. Bei den China Open besiegte sie zunächst Titelverteidigerin Wiktoryja Asaranka und in der zweiten Runde Swetlana Kusnezowa, bevor sie nach hartem Kampf mit 4:6, 7:64 und 6:72 gegen Lucie Šafářová ausschied.

### Turniersiege, erstes Grand-Slam-Halbfinale, Fed-Cup-Finale und 1. Bundesliga (seit 2014)
Die Saison 2014 begann Petković in Brisbane, wo sie ihre Auftaktpartie gegen Bethanie Mattek-Sands mit 6:4 und 7:5 gewann, ehe sie Serena Williams mit 4:6, 4:6 unterlag. Nach vielen verletzungsbedingten Ausfällen nahm sie erstmals seit drei Jahren wieder an den Australian Open teil; sie verlor dort in Runde eins mit 2:6 und 3:6 gegen Magdaléna Rybáriková. Im Doppel erreichte sie an der Seite von Annika Beck die zweite Runde. Nach einem unerfreulichen Monat März und einem Trainerwechsel gewann sie am 6. April beim Family Circle Cup in Charleston schließlich ihren dritten Einzeltitel auf der Tour.
Bei den French Open erreichte sie erstmals das Halbfinale eines Grand-Slam-Turniers. Dort hatte sie gegen Simona Halep trotz einer 3:1-Führung im zweiten Satz am Ende mit 2:6 und 6:74 das Nachsehen. Im Juli gewann sie durch einen Finalsieg über die Qualifikantin Shelby Rogers zum zweiten Mal das Turnier von Bad Gastein. Sie qualifizierte sich dadurch für das Tournament of Champions, das sie mit einem Endspielsieg über Flavia Pennetta gewann. Mit der deutschen Mannschaft erreichte Petković das Finale des Fed-Cups, das allerdings gegen die tschechische Auswahl mit 1:4 verloren wurde. Das nach 2011 zweitbeste Jahr ihrer Karriere schloss sie schließlich auf der Weltranglistenposition 14 ab.
Das Jahr 2015 begann für Petković zunächst vielversprechend mit einem Sieg in Antwerpen und dem Einzug ins Halbfinale beim Turnier von Miami. Den positiven Trend konnte sie im weiteren Verlauf jedoch nicht bestätigen und sie musste bei Turnieren häufig frühe Niederlagen hinnehmen. Bei den Grand-Slam-Turnieren des Jahres kam sie nicht über die dritte Runde hinaus. Sie konnte sich für das neue Jahresabschlussturnier neben den WTA Championships, für die WTA Elite Trophy im chinesischen Zhuhai qualifizieren, verlor dort jedoch beide Gruppenspiele klar in zwei Sätzen, bei der Niederlage gegen Carla Suárez Navarro verlor sie in 51 Minuten mit 0:6 und 0:6. Nach Abschluss der Saison zog die auf Platz 24 der Weltrangliste abgerutschte Petković im November 2015 öffentlich ein Karriereende in Erwägung. Neben Motivationsproblemen führte sie dabei auch Schwierigkeiten in ihrem privaten Umfeld an. Nach einem Trainerwechsel – Petković wurde seit der Saison 2016 von Jan de Witt trainiert – und einer strategischen Neuausrichtung verkündete sie allerdings, dass sie ihre Karriere fortsetzen werde. Ein Karriereende habe letztlich zu keinem Zeitpunkt im Raum gestanden.
Von der Saison 2019 bis zur Saison 2022 spielte Petković für den TC Blau-Weiß Dresden-Blasewitz in der 1. Tennis-Bundesliga der Damen.
Nach ihrer Erstrundenniederlage bei den US Open 2022 beendete sie Ende August 2022 ihre Karriere. Bei den Bad Homburg Open verabschiedete sich Petković mit einem Showkampf am 25. Juni 2023 vom heimischen Publikum.

## Trainerteam
Zu Beginn ihrer Karriere wurde sie von ihrem Vater Zoran Petković trainiert, der für Jugoslawien im Davis Cup spielte. Bis Oktober 2010 unterstützte sie außerdem Glen Schaap, der zu den US Open 2010 von Petar Popović abgelöst wurde. Von Februar 2014 bis November 2014 wurde Petković von Eric van Harpen betreut. Am 17. Dezember 2015 verpflichtete sie für zunächst ein Jahr Jan de Witt als neuen Trainer. Die Saison 2017 wurde sie von Sascha Nensel trainiert, der zuvor auch schon mit Julia Görges zusammenarbeitete.
Neben dem Techniktraining setzt sie im Fitnessbereich auf den argentinischen Coach Juan Bernardo Carberol, der früher Rainer Schüttler zur Seite gestanden hat. Seit 2011 trainiert Petković in der von Rainer Schüttler und Alexander Waske gegründeten Schüttler Waske Tennis-University. Mit der Verpflichtung von Jan de Witt hat sie auch immer wieder Trainingseinheiten in der Gerry Weber Breakpoint-Base in Halle (Westf.) abgehalten.

## Sonstiges
Im Frühjahr 2006 machte Petković an der Georg-Büchner-Schule in Darmstadt, nachdem sie die elfte Klasse übersprungen hatte, ihr Abitur mit einem Notenschnitt von 1,2. Neben ihrer Karriere als Tennisprofi begann sie ein Studium der Politikwissenschaft an der Fernuniversität in Hagen.
Aufgrund einer 2010 bei den US Open verlorenen Wette mit ihrem Trainer Petar Popović machte sie den „Petko-Dance“ zu ihrem Markenzeichen. Nach einem gewonnenen Match verabschiedete sie sich regelmäßig mit einer kleinen Tanzeinlage vom Publikum. Als andere Spielerinnen Kritik daran äußerten, gab Petković das Ritual auf.
Das Schicksal ihres Jugendfreundes Jonathan Heimes, der als Schüler von Petkovićs Vater trainiert wurde und im selben Verein spielte, veranlasste sie, sich für Menschen mit Krebs zu engagieren. Gemeinsam gründeten sie die Aktion Du musst kämpfen, mit der Spenden für den Verein Hilfe für krebskranke Kinder Frankfurt gesammelt werden. Sie unterstützte auch die Deutsche Krebshilfe bei einer Benefizsendung 2014.
Petkovic nahm nach Karriereende eine Tätigkeit als Mentorin für Talente im Deutschen Tennis Bund auf.

## TV-Karriere

### Tätigkeit als Moderatorin
Seit Dezember 2019 steht Petković in unregelmäßigen Abständen als Moderatorin der Sportstudio-Reportage vor der Kamera. Ihre erste Sendung wurde am 1. Dezember 2019 ausgestrahlt. Petković gab an, ihre Tenniskarriere fortsetzen und 2021 noch Turniere spielen zu wollen. Für ihre Moderationen erhielt sie 2020 den Sport Bild Award für das beste TV-Debüt und wurde im Rahmen der Preisverleihung für die Amazon-Prime-Dokumentation Bild.Macht.Deutschland (2020) interviewt. Sie gab darin an, noch nie eine Bild-Zeitung gekauft zu haben. Seit März 2023 moderiert sie mit Volker Weidermann die Literatursendung Seitenwechsel auf Zeit Online.

### Als Expertin und Kommentatorin
Im Juli und August 2024 war Petković als Expertin und Co-Kommentatorin beim ZDF im Tennis während der Olympischen Sommerspiele in Paris am Mikro. Zudem gehört sie seit Frühjahr 2024 zum Kommentatoren- und Experten-Team bei WTA Tour und ATP Tour von Sky Deutschland.

## Privates
Petkovic lebt mit ihrem Lebensgefährten, dem Musiker Jesse Kotansky, im New Yorker Stadtteil Brooklyn.

## Literarisches Werk
In unregelmäßigen Abständen berichtete sie auf der Internetseite der FAZ über ihr Leben und ihre Erlebnisse auf dem Tennisplatz. Sie schreibt eine Kolumne im Magazin der Süddeutschen Zeitung und Essays im Spiegel.
Petković gründete im März 2020 nach dem Ausbruch der COVID-19-Pandemie den Online-Buchclub Racquet Book Club, in dem die Follower über Literatur diskutierten. Im Herbst desselben Jahres erschien ihr erstes Buch, der Erzählband Zwischen Ruhm und Ehre liegt die Nacht. Im Dezember 2020 war sie Gast im Literarischen Quartett des ZDF. Im Frühjahr 2024 erschien ihr zweites Buch Zeit, sich aus dem Staub zu machen.

## Erfolge

### Einzel

#### Turniersiege
| Nr. | Datum            | Turnier             | Kategorie                   | Belag             | Finalgegnerin           | Ergebnis         |
| --- | ---------------- | ------------------- | --------------------------- | ----------------- | ----------------------- | ---------------- |
| 1.  | Mai 2004         | Antalya             | ITF $10.000                 | Sand              | Katerina Avdiyenko      | 6:3, 6:4         |
| 2.  | Juni 2004        | Podgorica           | ITF $10.000                 | Sand              | Danica Krstajić         | 6:1, 6:3         |
| 3.  | Juni 2005        | Davos               | ITF $10.000                 | Sand              | Janette Bejlková        | 6:4, 6:2         |
| 4.  | September 2005   | Alphen aan den Rijn | ITF $10.000                 | Sand              | Eva Pera                | 7:5, 7:5         |
| 5.  | September 2006   | Sofia               | ITF $25.000                 | Sand              | Simona-Iulia Matei      | 7:5, 7:5         |
| 6.  | Juli 2007        | Contrexéville       | ITF $50.000                 | Sand              | Ksenija Mileuskaja      | 6:2, 6:0         |
| 7.  | November 2008    | Istanbul-Ted        | ITF $25.000                 | Hartplatz (Halle) | Anna Gerasimou          | 6:2, 6:2         |
| 8.  | Mai 2009         | Bukarest            | ITF $100.000                | Sand              | Stefanie Vögele         | 6:3, 6:2         |
| 9.  | 26. Juli 2009    | Bad Gastein         | WTA International           | Sand              | Ioana Raluca Olaru      | 6:2, 6:3         |
| 10. | 21. Mai 2011     | Straßburg           | WTA International           | Sand              | Marion Bartoli          | 6:4, 1:0 Aufgabe |
| 11. | 9. Juni 2013     | Marseille           | ITF $100.000                | Sand              | Anabel Medina Garrigues | 6:4, 6:2         |
| 12. | 6. April 2014    | Charleston          | WTA Premier                 | Sand              | Jana Čepelová           | 7:5, 6:2         |
| 13. | 13. Juli 2014    | Bad Gastein         | WTA International           | Sand              | Shelby Rogers           | 6:3, 6:3         |
| 14. | 2. November 2014 | Sofia               | WTA Tournament of Champions | Hartplatz (Halle) | Flavia Pennetta         | 1:6, 6:4, 6:3    |
| 15. | 15. Februar 2015 | Antwerpen           | WTA Premier                 | Hartplatz (Halle) | Carla Suárez Navarro    | kampflos         |
| 16. | 8. August 2021   | Cluj-Napoca         | WTA 250                     | Sand              | Mayar Sherif            | 6:1, 6:1         |

#### Finalteilnahmen
| Nr. | Datum           | Turnier          | Kategorie             | Belag     | Finalgegnerin        | Ergebnis      |
| --- | --------------- | ---------------- | --------------------- | --------- | -------------------- | ------------- |
| 1.  | 19. Juni 2010   | ’s-Hertogenbosch | WTA International     | Rasen     | Justine Henin        | 6:3, 3:6, 4:6 |
| 2.  | 9. Januar 2011  | Brisbane         | WTA International     | Hartplatz | Petra Kvitová        | 1:6, 3:6      |
| 3.  | 9. Oktober 2011 | Peking           | WTA Premier Mandatory | Hartplatz | Agnieszka Radwańska  | 5:7, 6:0, 4:6 |
| 4.  | 15. Juni 2013   | Nürnberg         | WTA International     | Sand      | Simona Halep         | 3:6, 3:6      |
| 5.  | 4. August 2013  | Washington D.C.  | WTA International     | Hartplatz | Magdaléna Rybáriková | 4:6, 6:72     |
| 6.  | 11. Juli 2021   | Hamburg          | WTA 250               | Sand      | Elena-Gabriela Ruse  | 6:76, 4:6     |

### Doppel

#### Turniersiege
| Nr. | Datum           | Turnier   | Kategorie   | Belag     | Partnerin       | Finalgegnerinnen                  | Ergebnis         |
| --- | --------------- | --------- | ----------- | --------- | --------------- | --------------------------------- | ---------------- |
| 1.  | Juni 2004       | Podgorica | ITF $10.000 | Sand      | Sofia Awakowa   | Ljiljana Nanušević Marta Simić    | 6:3, Aufgabe     |
| 2.  | Juni 2005       | Davos     | ITF $10.000 | Sand      | Zuzana Hejdová  | Petra Cetkovská Sandra Martinović | 6:3, 6:2         |
| 3.  | September 2008  | Maribor   | ITF $50.000 | Sand      | Carmen Klaschka | Kyra Nagy Nastassja Jakimawa      | 6:0, 2:6, [10:3] |
| 4.  | 3. Oktober 2021 | Chicago   | WTA 500     | Hartplatz | Květa Peschke   | Caroline Dolehide Coco Vandeweghe | 6:3, 6:1         |

#### Finalteilnahmen
| Nr. | Datum          | Turnier     | Kategorie         | Belag     | Partnerin        | Siegerinnen                      | Ergebnis |
| --- | -------------- | ----------- | ----------------- | --------- | ---------------- | -------------------------------- | -------- |
| 1.  | 26. Juli 2009  | Bad Gastein | WTA International | Sand      | Tatjana Malek    | Andrea Hlaváčková Lucie Hradecká | 2:6, 4:6 |
| 2.  | 9. Januar 2016 | Brisbane    | WTA Premier       | Hartplatz | Angelique Kerber | Martina Hingis Sania Mirza       | 5:7, 1:6 |

## Karrierestatistik und Turnierbilanz

### Einzel
| Turnier                      | 2002              | 2003              | 2004              | 2005              | 2006              | 2007              | 2008              | 2009              | 2010              | 2011              | 2012              | 2013              | 2014              | 2015              | 2016             | 2017              | 2018              | 2019              | 2020              | 2021              | 2022              | T / T       | S/N         | Sieg%       |
| ---------------------------- | ----------------- | ----------------- | ----------------- | ----------------- | ----------------- | ----------------- | ----------------- | ----------------- | ----------------- | ----------------- | ----------------- | ----------------- | ----------------- | ----------------- | ---------------- | ----------------- | ----------------- | ----------------- | ----------------- | ----------------- | ----------------- | ----------- | ----------- | ----------- |
| Australian Open              | –                 | –                 | –                 | –                 | –                 | –                 | 1                 | 2                 | 2                 | VF                | –                 | –                 | 1                 | 1                 | 1                | 2                 | 2                 | 1                 | –                 | 1                 | 1                 | 0 / 12      | 8:12        | 40 %        |
| French Open                  | –                 | –                 | –                 | –                 | –                 | 2                 | –                 | Q1                | 2                 | VF                | –                 | Q2                | HF                | 3                 | 2                | 1                 | 3                 | 3                 | 1                 | 1                 | 2                 | 0 / 12      | 19:12       | 61 %        |
| Wimbledon                    | –                 | –                 | –                 | –                 | –                 | Q1                | –                 | Q2                | 1                 | 3                 | –                 | 2                 | 3                 | 3                 | 2                | 1                 | 2                 | 1                 | n. a.             | 2                 | 1                 | 0 / 11      | 10:11       | 48 %        |
| US Open                      | –                 | –                 | –                 | –                 | –                 | 2                 | –                 | 1                 | AF                | VF                | 1                 | 1                 | 3                 | 3                 | 2                | 1                 | 1                 | 3                 | –                 | 2                 | 1                 | 0 / 14      | 15:14       | 52 %        |
| Doha                         | andere Kategorie  | andere Kategorie  | andere Kategorie  | andere Kategorie  | andere Kategorie  | andere Kategorie  | –                 | n. a. bzw. a. K.  | n. a. bzw. a. K.  | n. a. bzw. a. K.  | –                 | –                 | 1                 | a. K.             | HF               | a. K.             | Q2                | a. K.             | –                 | a. K.             | 1                 | 0 / 3       | 4:3         | 57 %        |
| Dubai                        | andere Kategorie  | andere Kategorie  | andere Kategorie  | andere Kategorie  | andere Kategorie  | andere Kategorie  | andere Kategorie  | –                 | 2                 | 2                 | andere Kategorie  | andere Kategorie  | andere Kategorie  | 2                 | a. K.            | –                 | a. K.             | –                 | a. K.             | –                 | a. K.             | 0 / 3       | 2:3         | 40 %        |
| Indian Wells                 | –                 | –                 | –                 | –                 | –                 | –                 | –                 | Q2                | 1                 | 3                 | –                 | Q2                | 1                 | 2                 | 2                | 2                 | Q2                | 1                 | n. a.             | 1                 | –                 | 0 / 8       | 2:8         | 20 %        |
| Miami                        | –                 | –                 | –                 | –                 | –                 | –                 | –                 | Q1                | 3                 | HF                | –                 | 3                 | 2                 | HF                | 2                | 1                 | 2                 | 1                 | n. a.             | 2                 | –                 | 0 / 10      | 15:10       | 60 %        |
| Berlin                       | –                 | –                 | –                 | Q1                | Q2                | 1                 | –                 | n. a. bzw. a. K.  | n. a. bzw. a. K.  | n. a. bzw. a. K.  | n. a. bzw. a. K.  | n. a. bzw. a. K.  | n. a. bzw. a. K.  | n. a. bzw. a. K.  | n. a. bzw. a. K. | n. a. bzw. a. K.  | n. a. bzw. a. K.  | n. a. bzw. a. K.  | n. a. bzw. a. K.  | n. a. bzw. a. K.  | n. a. bzw. a. K.  | 0 / 1       | 0:1         | 0 %         |
| Madrid                       | n. a. bzw. a. K.  | n. a. bzw. a. K.  | n. a. bzw. a. K.  | n. a. bzw. a. K.  | n. a. bzw. a. K.  | n. a. bzw. a. K.  | n. a. bzw. a. K.  | –                 | AF                | 2                 | –                 | Q1                | 1                 | 2                 | 1                | 1                 | –                 | Q2                | n. a.             | Q1                | 1                 | 0 / 7       | 4:6         | 40 %        |
| Rom                          | –                 | –                 | –                 | –                 | –                 | –                 | –                 | –                 | AF                | 2                 | –                 | –                 | 2                 | –                 | 1                | 1                 | –                 | Q2                | –                 | Q2                | Q2                | 0 / 5       | 4:5         | 44 %        |
| Kanada                       | –                 | –                 | –                 | –                 | –                 | –                 | –                 | Q2                | 1                 | VF                | –                 | –                 | –                 | AF                | 2                | –                 | –                 | Q2                | n. a.             | –                 | Q1                | 0 / 4       | 6:4         | 60 %        |
| Cincinnati                   | n. a. bzw. a. K.  | n. a. bzw. a. K.  | n. a. bzw. a. K.  | n. a. bzw. a. K.  | n. a. bzw. a. K.  | n. a. bzw. a. K.  | n. a. bzw. a. K.  | –                 | 2                 | HF                | –                 | 2                 | 1                 | AF                | 2                | Q1                | Q1                | Q2                | –                 | Q2                | Q2                | 0 / 6       | 9:6         | 60 %        |
| Tokio                        | –                 | –                 | –                 | –                 | –                 | –                 | –                 | AF                | AF                | –                 | 1                 | 2                 | n. a. bzw. a. K.  | n. a. bzw. a. K.  | n. a. bzw. a. K. | n. a. bzw. a. K.  | n. a. bzw. a. K.  | n. a. bzw. a. K.  | n. a. bzw. a. K.  | n. a. bzw. a. K.  | n. a. bzw. a. K.  | 0 / 4       | 5:4         | 56 %        |
| Moskau                       | –                 | –                 | –                 | –                 | –                 | Q2                | –                 | n. a. bzw. a. K.  | n. a. bzw. a. K.  | n. a. bzw. a. K.  | n. a. bzw. a. K.  | n. a. bzw. a. K.  | n. a. bzw. a. K.  | n. a. bzw. a. K.  | n. a. bzw. a. K. | n. a. bzw. a. K.  | n. a. bzw. a. K.  | n. a. bzw. a. K.  | n. a. bzw. a. K.  | n. a. bzw. a. K.  | n. a. bzw. a. K.  | 0 / 0       | 0:0         | –           |
| Peking                       | nicht ausgetragen | nicht ausgetragen | nicht ausgetragen | nicht ausgetragen | nicht ausgetragen | nicht ausgetragen | nicht ausgetragen | Q1                | 2                 | F                 | 1                 | AF                | AF                | AF                | –                | 2                 | 1                 | 2                 | nicht ausgetragen | nicht ausgetragen | nicht ausgetragen | 0 / 9       | 14:9        | 61 %        |
| Wuhan                        | nicht ausgetragen | nicht ausgetragen | nicht ausgetragen | nicht ausgetragen | nicht ausgetragen | nicht ausgetragen | nicht ausgetragen | nicht ausgetragen | nicht ausgetragen | nicht ausgetragen | nicht ausgetragen | nicht ausgetragen | 2                 | 1                 | –                | 1                 | –                 | Q1                | nicht ausgetragen | nicht ausgetragen | nicht ausgetragen | 0 / 3       | 1:3         | 25 %        |
| Olympische Spiele            | n. a.             | n. a.             | –                 | nicht ausgetragen | nicht ausgetragen | nicht ausgetragen | –                 | nicht ausgetragen | nicht ausgetragen | nicht ausgetragen | –                 | nicht ausgetragen | nicht ausgetragen | nicht ausgetragen | 1                | nicht ausgetragen | nicht ausgetragen | nicht ausgetragen | nicht ausgetragen | –                 | n. a.             | 0 / 1       | 0:1         | 0 %         |
| Billie Jean King Cup         | –                 | –                 | –                 | –                 | –                 | –                 | –                 | –                 | PO                | PO                | PO                | –                 | F                 | HF                | PO               | PO                | –                 | PO                | RR                | RR                | –                 | 0 / 9       | 13:11       | 54 %        |
| Statistik                    | Statistik         | Statistik         | Statistik         | Statistik         | Statistik         | Statistik         | Statistik         | Statistik         | Statistik         | Statistik         | Statistik         | Statistik         | Statistik         | Statistik         | Statistik        | Statistik         | Statistik         | Statistik         | Statistik         | Statistik         | Statistik         | S/N         | S/N         | Sieg%       |
| Turnierteilnahmen            | 2                 | 2                 | 11                | 19                | 18                | 27                | 12                | 26                | 24                | 2                 | 10                | 18                | 25                | 25                | 20               | 23                | 23                | 26                | 1                 | 22                | 15                | Gesamt: 351 | Gesamt: 351 | Gesamt: 351 |
| Erreichte Finals             | 0                 | 0                 | 2                 | 2                 | 2                 | 2                 | 1                 | 4                 | 1                 | 1                 | 0                 | 3                 | 3                 | 1                 | 0                | 0                 | 0                 | 0                 | 0                 | 2                 | 0                 | Gesamt: 24  | Gesamt: 24  | Gesamt: 24  |
| Gewonnene Titel              | 0                 | 0                 | 2                 | 2                 | 1                 | 1                 | 1                 | 2                 | 0                 | 1                 | 0                 | 1                 | 3                 | 1                 | 0                | 0                 | 0                 | 0                 | 0                 | 1                 | 0                 | Gesamt: 16  | Gesamt: 16  | Gesamt: 16  |
| Hartplatz-Siege/-Niederlagen | 0:0               | 0:0               | 2:1               | 3:8               | 7:8               | 15:13             | 8:6               | 16:15             | 22:17             | 35:11             | 11:9              | 15:10             | 20:17             | 20:18             | 13:13            | 17:15             | 22:16             | 18:17             | 0:0               | 6:12              | 7:8               | 257:214     | 257:214     | 55 %        |
| Sand-Siege/-Niederlagen      | 0:1               | 0:1               | 21:9              | 20:9              | 26:10             | 22:10             | 5:2               | 25:8              | 8:6               | 17:4              | 1:2               | 12:5              | 19:5              | 7:3               | 3:6              | 5:7               | 5:6               | 7:7               | 0:1               | 14:8              | 6:4               | 223:114     | 223:114     | 66 %        |
| Rasen-Siege/-Niederlagen     | 0:0               | 0:0               | 0:0               | 0:0               | 0:0               | 0:1               | 0:0               | 0:0               | 4:3               | 2:2               | 0:0               | 1:1               | 3:2               | 4:3               | 4:3              | 5:4               | 1:2               | 1:3               | 0:0               | 2:3               | 1:3               | 28:30       | 28:30       | 48 %        |
| Teppich-Siege/-Niederlagen   | 0:1               | 1:1               | 0:0               | 0:0               | 0:0               | 4:2               | 1:3               | 4:1               | 0:0               | 0:0               | 0:0               | 0:0               | 0:0               | 0:0               | 0:0              | 0:0               | 0:0               | 0:0               | 0:0               | 0:0               | 0:0               | 10:8        | 10:8        | 56 %        |
| Gesamt-Siege/-Niederlagen    | 0:2               | 1:2               | 23:10             | 23:17             | 33:18             | 41:26             | 14:11             | 45:24             | 34:26             | 54:17             | 12:11             | 28:16             | 42:24             | 31:24             | 20:22            | 27:26             | 28:24             | 26:27             | 0:1               | 22:23             | 14:15             | 518:366     | 518:366     | 59 %        |
| Sieg%                        | 0 %               | 33 %              | 70 %              | 57 %              | 65 %              | 61 %              | 56 %              | 65 %              | 57 %              | 76 %              | 52 %              | 64 %              | 64 %              | 56 %              | 48 %             | 51 %              | 54 %              | 49 %              | 0 %               | 49 %              | 48 %              | Gesamt:     | Gesamt:     | 59 %        |
| Jahresendposition            | –                 | –                 | 416               | 338               | 238               | 100               | 315               | 56                | 32                | 10                | 143               | 39                | 14                | 24                | 56               | 97                | 64                | 79                | 102               | 76                | 141               | N/A         | N/A         | N/A         |

Zeichenerklärung: S = Turniersieg; F, HF, VF, AF = Einzug ins Finale / Halbfinale / Viertelfinale / Achtelfinale; 1, 2, 3 = Ausscheiden in der 1. / 2. / 3. Hauptrunde; RR = Round Robin (Gruppenphase); n. a. = nicht ausgetragen; a. K. = andere Kategorie; PO (Playoff) = Auf- und Abstiegsrunde im Fed Cup; K1, K2, K3 = Teilnahme in der Kontinentalgruppe I, II, III im Fed Cup.
Anmerkung: Diese Statistik berücksichtigt alle Ergebnisse im Einzel, so wie es auf der WTA-Seite steht. Dargestellt sind nur WTA-Turniere der Kategorie Tier I (bis 2008), die WTA-Turniere der Kategorien Premier Mandatory und Premier 5 (2009 bis 2020) bzw. die WTA-Turniere der Kategorie WTA 1000 (seit 2021).

### Abschneiden bei Grand-Slam-Turnieren im Doppel
| Turnier         | 2009 | 2010 | 2011 | 2012 | 2013 | 2014 | 2015 | 2016 | 2017 | 2018 | 2019 | 2020 | 2021 | 2022 | Bilanz | Karriere |
| --------------- | ---- | ---- | ---- | ---- | ---- | ---- | ---- | ---- | ---- | ---- | ---- | ---- | ---- | ---- | ------ | -------- |
| Australian Open | —    | 1    | 1    | —    | —    | 2    | 1    | 1    | VF   | 1    | 1    | —    | —    | AF   | 7:9    | VF       |
| French Open     | —    | 1    | AF   | —    | 1    | AF   | 1    | 2    | 2    | 1    | 2    | 1    | —    | 1    | 9:11   | AF       |
| Wimbledon       | 1    | 1    | 2    | —    | 2    | HF   | 1    | 1    | 2    | 2    | 1    | —    | —    | 2    | 10:11  | HF       |
| US Open         | 2    | 1    | 2    | 1    | 1    | 1    | —    | 2    | 1    | 1    | —    | —    | 2    | —    | 4:10   | 2        |
| Jahresbilanz    | 1:2  | 0:4  | 5:4  | 0:1  | 1:3  | 9:4  | 0:3  | 2:4  | 6:4  | 1:4  | 1:3  | 0:1  | 1:1  | 3:3  | 30:41  |          |

## Auszeichnungen
- 2. Platz bei der Wahl zur Sportlerin des Jahres 2011

## Bibliografie
- Zwischen Ruhm und Ehre liegt die Nacht – Erzählungen. Kiepenheuer & Witsch, Köln 2020, ISBN 978-3-462-05405-7 (Autobiografische Erzählungen).
- Zeit, sich aus dem Staub zu machen. Kiepenheuer & Witsch, Köln 2024, ISBN 978-3-462-00626-1 (Autobiografische Erzählungen).